# Hôtel des Monnaies (Bruxelles)

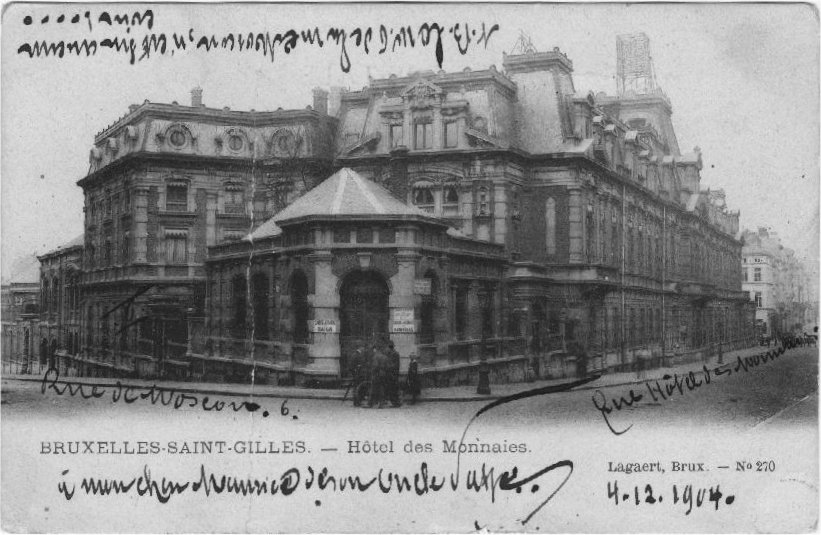
L'Hôtel des Monnaies en 1904

 (février 2011).
Si vous disposez d'ouvrages ou d'articles de référence ou si vous connaissez des sites web de qualité traitant du thème abordé ici, merci de compléter l'article en donnant les références utiles à sa vérifiabilité et en les liant à la section « Notes et références ».
Pour les articles homonymes, voir Hôtel des Monnaies.

L'Hôtel des Monnaies (en néerlandais : Munthof) de Saint-Gilles se trouve dans la Région de Bruxelles-Capitale, en Belgique.

## Histoire

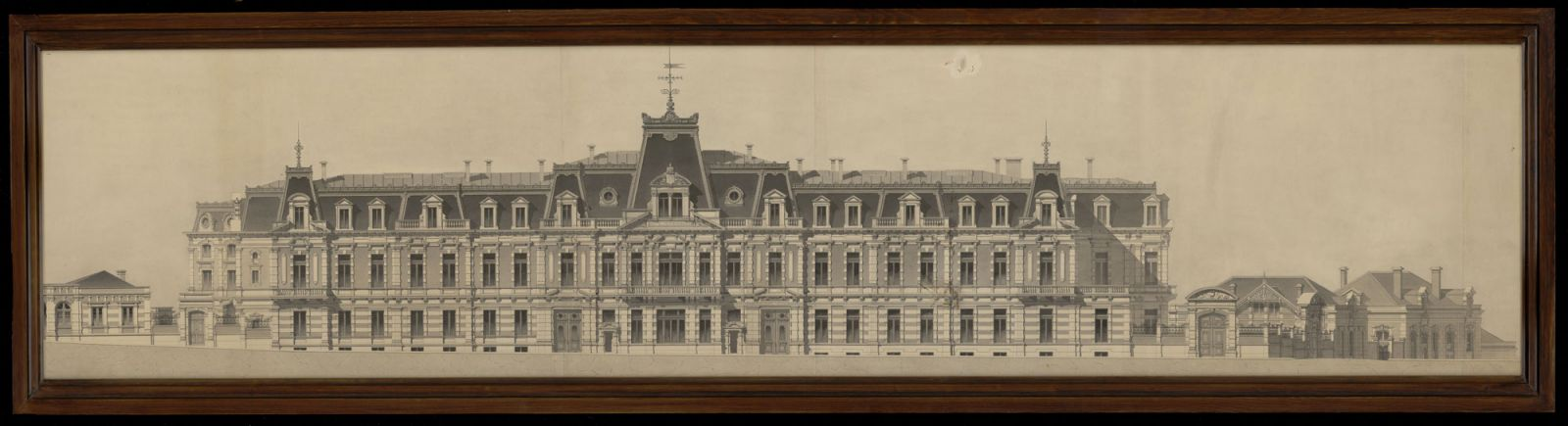
Dessin détaillé de la façade de l'Hôtel des Monnaies, Saint-Gilles.

Il est construit en 1879 et inauguré en 1880. Il est érigé dans les faubourgs de la ville et délimité par les rues de Moscou, Jourdan, de la Victoire et de l’Hôtel des Monnaies. 
Son architecte est Armand-Louis-Adolphe Roussel (1834-1889), dont c’est sa seule grande œuvre architecturale. La bâtisse est du style Louis XIII, car c’est sous ce roi français que de nombreux perfectionnements sont apportés au système de fabrication monétaire. En ce qui concerne le fonctionnement de cette usine, elle était divisée en bâtiments réservés à l’administration et d’autres à la fabrication. On y frappait la monnaie nationale, le franc belge, en or, en argent et en nickel. La force motrice qui y était utilisée est la vapeur d'eau avec la machine à vapeur.
La partie arrière de l'hôtel fut démolie en 1979, lors du mayorat du bourgmestre Jacques Vranckx. Aujourd'hui, à l’angle de la rue de Moscou et de la rue de l’Hôtel des Monnaies, l'on peut encore voir le bâtiment principal de l'hôtel.